# Conde de Neiva
Conde de Neiva é um título nobiliárquico criado por D. Fernando I de Portugal em 1373 a favor de D. Gonçalo Teles de Meneses, 1.º Senhor de Cantanhede e irmão da Rainha D. Leonor Teles de Menezes. Tendo seguido, tal como a Rainha sua irmã, o partido castelhano na crise de 1383–1385 o novo Rei D. João I declarou extinto o título condal. Mais tarde o mesmo monarca concedeu ex novo este título ao seu filho natural D. Afonso, depois elevado a Duque de Bragança. O título reverteu assim para a Casa de Bragança.

## Condes de Neiva (1373) - 1.ª Criação

### Titulares
1. D. Gonçalo Teles de Meneses, 1.º Senhor de Cantanhede

### Armas
As dos Menezes, de ouro pleno.

## Condes de Neiva - 2.ª Criação

### Titulares
1. D. Afonso I, Duque de Bragança
2. D. Fernando I de Bragança
3. D. Fernando II de Bragança
4. D. Jaime de Bragança
5. D. Teodósio I de Bragança
6. D. João I de Bragança
7. D. Teodósio II de Bragança
8. D. João IV de Portugal, Rei de Portugal
9. D. Teodósio, príncipe herdeiro da Coroa de Portugal
10. D. Afonso VI, Rei de Portugal
11. D. João V de Portugal, Rei de Portugal
12. D. José I de Portugal, Rei de Portugal
13. D. Maria I de Portugal, Rainha de Portugal
14. D. José de Bragança, Príncipe do Brasil
15. D. João VI, Rei de Portugal
16. D. Pedro IV de Portugal, Rei de Portugal e Imperador do Brasil
17. D. Miguel I de Portugal, Rei de Portugal, irmão de D. Pedro IV
18. D. Maria II de Portugal, Rainha de Portugal
19. D. Pedro V de Portugal, Rei de Portugal
20. D. Carlos I de Portugal, Rei de Portugal
21. D. Luís Filipe, Duque de Bragança, Príncipe Real

### Reivindicações pós-Monarquia
Reivindicaram também o título:
- Miguel Januário de Bragança
- Maria Pia de Saxe-Coburgo e Bragança (alegada filha bastarda de D. Carlos I)
- Duarte Nuno de Bragança
- Duarte Pio de Bragança

### Armas
As da Casa de Bragança.